# 火星極地著陸者號
火星極地著陸者號（Mars Polar Lander）是美國太空總署的火星探測衛星，也是火星探測98計畫（Mars Surveyor '98 mission）的一部份，於1999年發射。火星極地著陸者號也搭載深太空二號（Deep Space 2）探測器升空，預計登陸火星南極。火星極地著陸者號後來在登陸火星的過程中失去聯絡，任務失敗。失敗原因很可能是程式發生錯誤，所以逆噴射引擎在距離地表40公尺的地方關閉，導致火星極地著陸者號墜毀在火星表面。

## 任務

### 發射

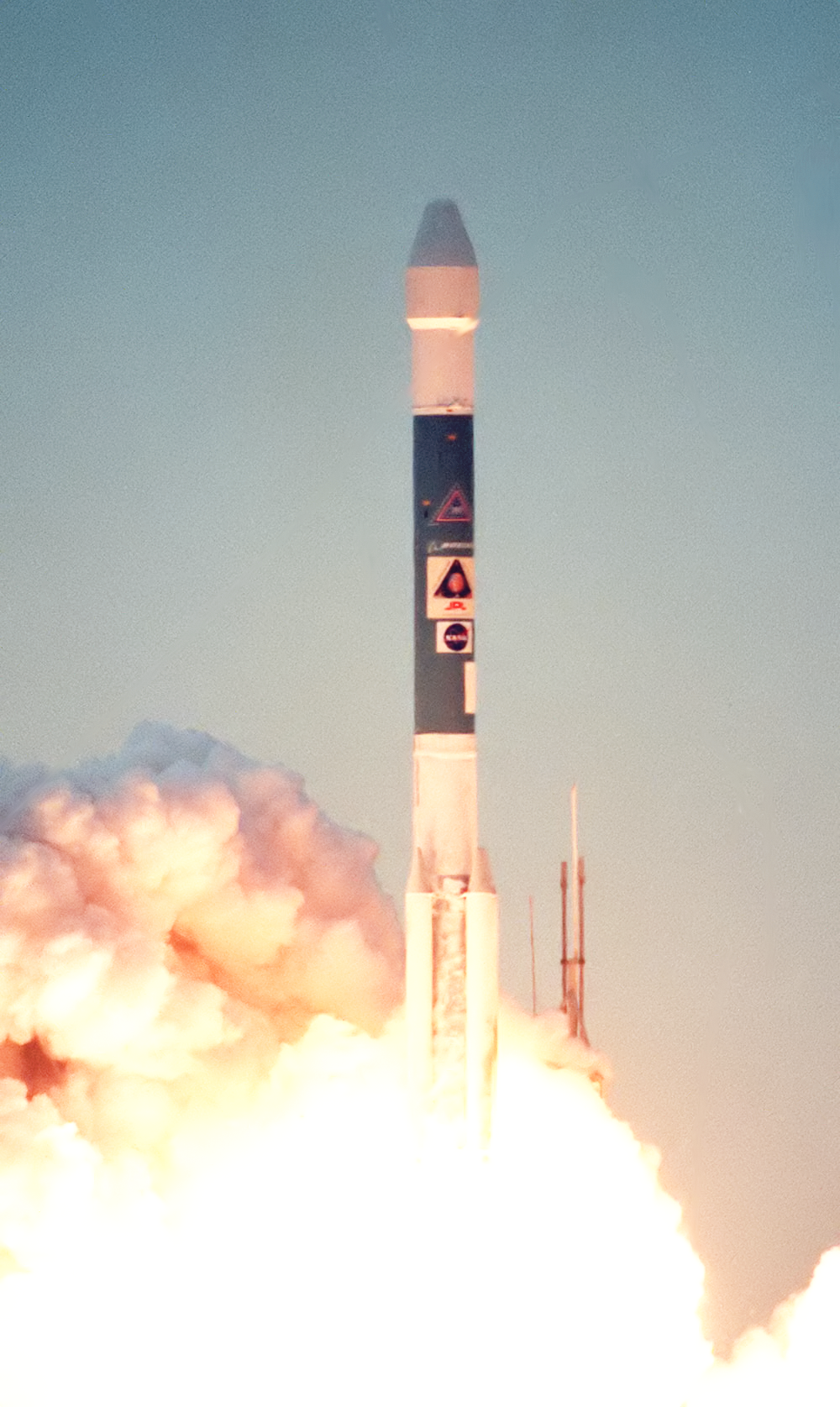
火星極地著陸者號發射升空

火星極地著陸者號於1999年1月3日20:21:10UTC由美國太空總署卡納維拉爾角空軍基地17號航天發射複合體發射，使用的是德尔塔-2运载火箭。Star 48固態燃料在燃燒47.7分鐘後，火星極地著陸者號順利進入為期11個月的軌道，朝向火星前進。火星極地著陸者號當時的速度為每秒6.884公里。火星極地著陸者號在前往火星途中，被包裹在減速傘內部，同時與地球進行連繫。這時期也被稱為巡航階段。

### 登陸火星

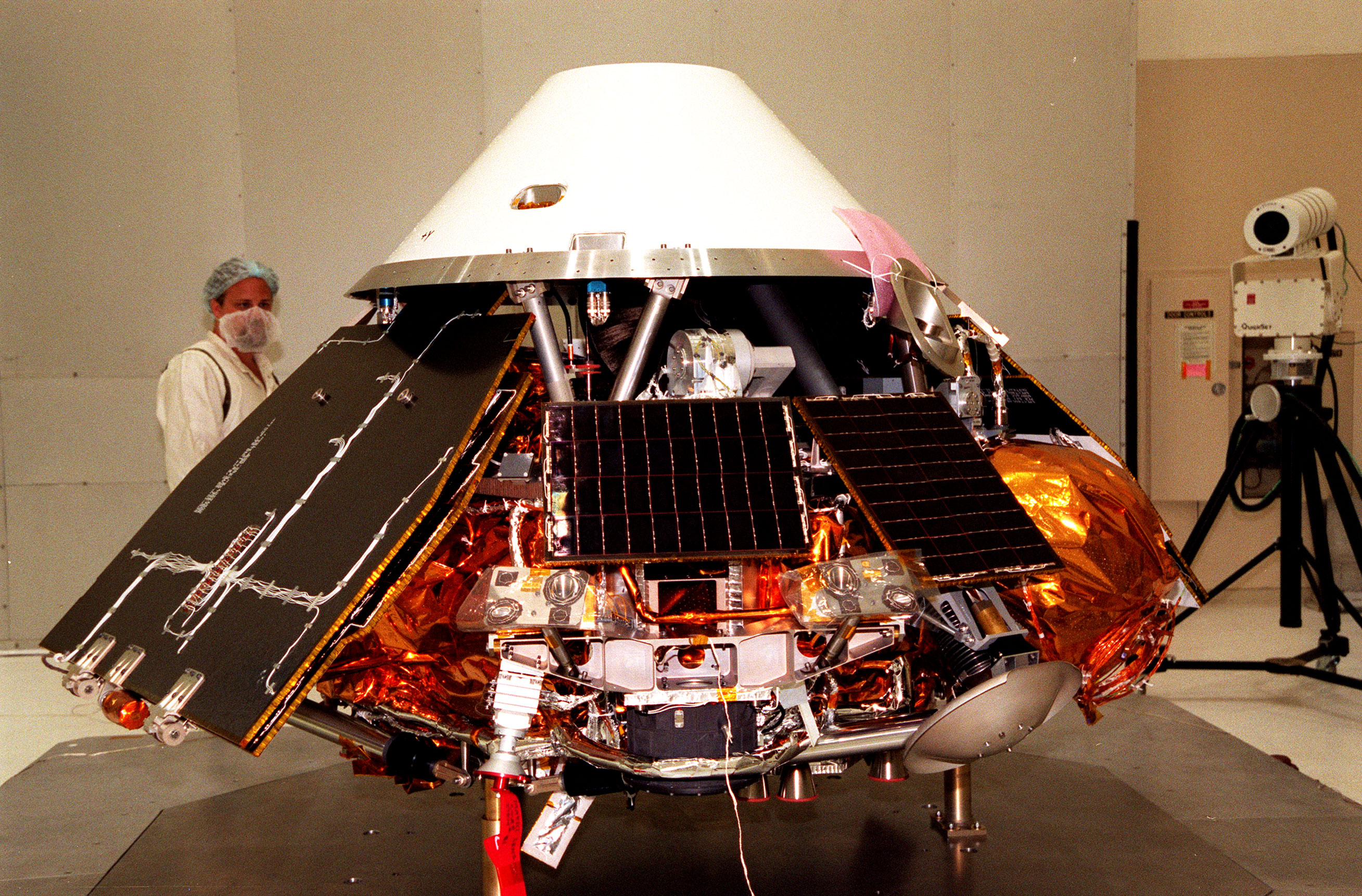
正在進行組裝測試的火星極地著陸者號

火星極地著陸者號於1999年12月3日接近火星，開始準備登陸。巡航階段在14:39:00 UTC結束，通訊暫時中斷，直到探測器登陸火星為止。在進入大氣層前六分鐘，由程式控制的火箭噴射器會開啟80秒，讓火星極地著陸者號可以用適當的角度進入大氣層。當火星極地著陸者號進入大氣層時，摩擦產生的溫度會高達攝氏1650度，防熱盾可以讓探測器在高溫之下不受損害。探測器在20:10:00 UTC進入火星大氣層，速度為每秒6.9公里。
當火星極地著陸者號以每秒6.9公里的速度通過大氣層，2.4公尺的防熱盾將會在火星上空125公里處開始運作。火星極地著陸者號將利用防熱盾與大氣摩擦來減低探測器之運動速度，此階段約持續116公里。在進入大氣層三分鐘後，探測器速度減慢至每秒496公尺。防熱盾脫離探測器後，8.4公尺寬的聚酯減速傘展開，此時距離地表8.8公里。減速傘讓探測器速度減緩至每秒85公尺後，地面雷達開始偵測地表，尋找最佳的登陸地點。火星極地著陸者號預計在20:15:00 UTC登陸在南極高原。通訊系統預計在20:39:00 UTC與地球連接。然而美國太空總署一直無法跟探測器取得聯絡。

### 通訊失敗

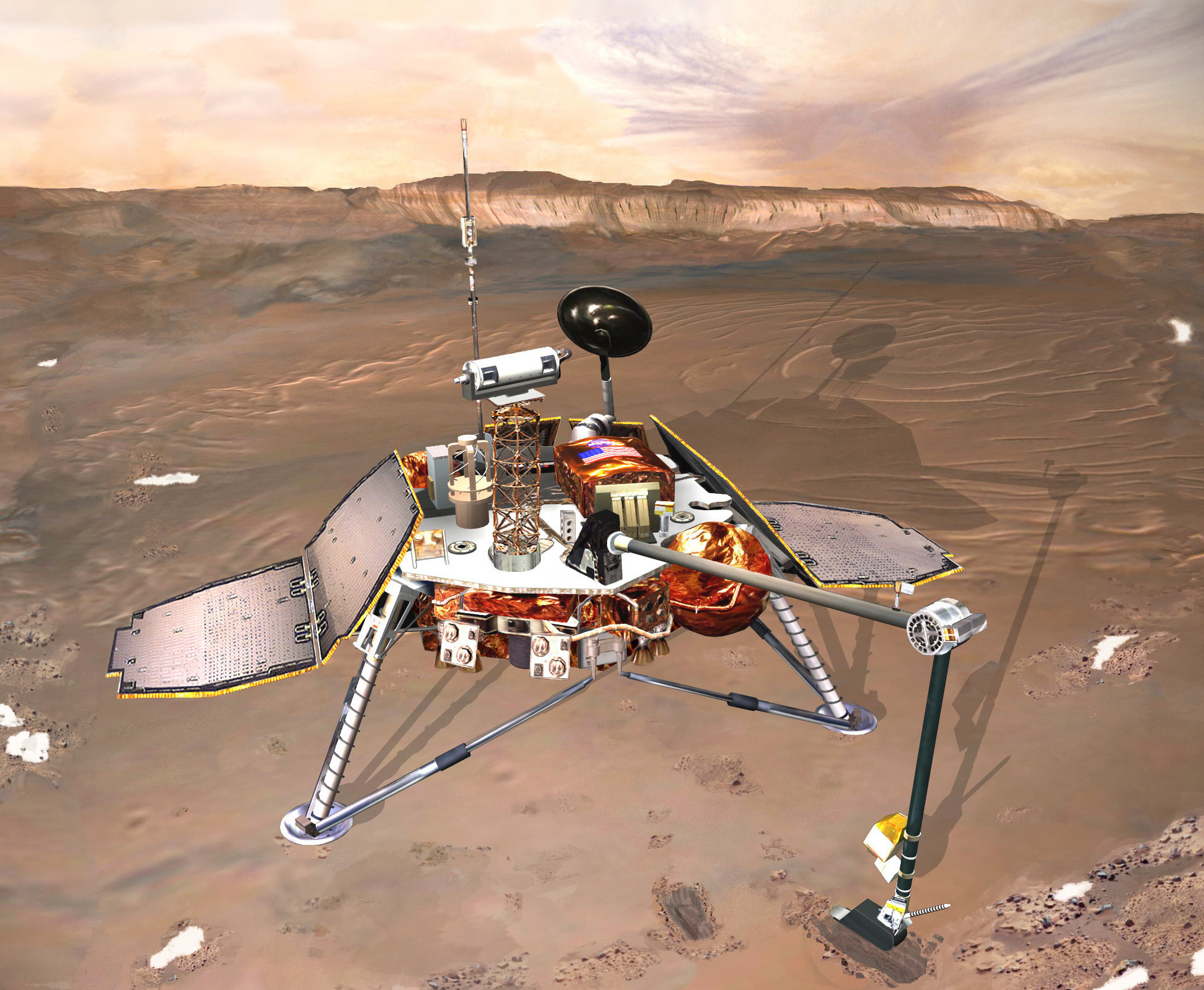
火星極地著陸者號登陸火星的想像圖

1999年12月3日14:39:00 UTC，火星極地著陸者號最後一次遙測數據傳抵地球，當時探測器正結束巡航階段，準備進入大氣層。美國太空總署後來並未取得任何火星極地著陸者號傳送回來的訊號，他們利用火星全球探勘者號拍攝預計的登陸地點。火星全球探勘者號拍攝到一個可能是火星極地著陸者號的物體，但是火星偵察軌道器後來排除該物體為火星極地著陸者號的可能性。美國太空總署無法跟探測器取得聯絡。
美國太空總署不清楚通訊失敗的因素，然而失敗審查委員會認為很可能是程式發生錯誤，所以逆噴射引擎在距離地表40公尺的地方關閉，導致火星極地著陸者號墜毀在火星表面。
火星氣候探測者號在火星極地著陸者號墜毀兩個半月前與地球失去聯繫，所以糟糕的設計與管理受到大眾批評，被認為是任務接連失敗的原因。

## 延伸閱讀
- . NSSDC Master Catalog. NASA. 2001  [2009-04-22]. （原始内容存档于2017-02-27）.
- Michael C. Malin. . Sky and Telescope. July 2005, 110 (7): 42–46. ISSN 0037-6604.
- (.PDF) (新闻稿). National Aeronautics and Space Administration. 8 December 1998  [2009-04-22]. （原始内容存档 (PDF)于2009-04-09）.

## 外部連結
- Mars Polar Lander Mission Profileby NASA's Solar System Exploration（页面存档备份，存于）